# Dorsetshire (Schiff, 1930)
HMS Dorsetshire (Schiffskennung 40) war ein Schwerer Kreuzer der Norfolk-Klasse im Dienst der britischen Royal Navy. Der Kreuzer war das dritte nach der Grafschaft Dorsetshire benannte Schiff der Royal Navy. Es wurde im September 1930 in Dienst gestellt und blieb bis zum April 1942 im Einsatz. Gemeinsam mit den Schlachtschiffen King George V und Rodney sowie dem Schweren Kreuzer Norfolk war die Dorsetshire im Mai 1941 an der Versenkung des deutschen Schlachtschiffs Bismarck beteiligt. Am 5. April 1942 wurden die Dorsetshire und ihr Schwesterschiff Cornwall im Indischen Ozean südwestlich von Colombo von Trägerflugzeugen der japanischen Marineluftwaffe durch Bomben versenkt.

## Geschichte

### Bau und erste Operationen
Die Norfolk-Klasse bestand aus zwei sogenannten Vertragskreuzern, die gemäß dem Washingtoner Flottenvertrag maximal 10.000 ts verdrängen und keine Geschütze größer als 8 Zoll haben durften. Einziges Schwesterschiff der Dorsetshire war die Norfolk. Die Überklasse, die County-Klasse, mit den anderen Unterklassen umfasste jedoch noch viele weitere Schwesterschiffe der Dorsetshire.
Die Kiellegung auf der Marinebasis Portsmouth war am 21. September 1927; der Stapellauf folgte am 29. Januar 1929. Taufpatin war die Countess of Shaftesbury (Dorsetshire). Nach rund drei Jahren Bauzeit wurde am 30. September 1930 der Kreuzer in Dienst gestellt und als Flaggschiff dem 2. Kreuzer-Geschwader der Atlantischen Flotte zugewiesen, der er bis 1933 unterstellt war. In den Jahren 1933 bis 1936 war die Dorsetshire in der Marinebasis Simon’s Town (Südafrika) stationiert, bevor das Schiff 1936 überholt und im folgenden Jahr dem britischen Flottenverband im Fernen Osten, der China Station, zugeteilt wurde. Die China Station wurde später zur Fernostflotte ausgebaut.

### Operationen im Indischen Ozean und im Fernen Osten 1939
Nach den am 7. Juli 1937 ausbrechenden Zweiten Japanisch-Chinesischen Krieg wurde die HMS Dorsetshire zum Schutz der britischen Handelsschifffahrt in dieser Konfliktregion eingesetzt.
Captain Benjamin Charles Stanley Martin übernahm am 31. Juli 1939 das Kommando über die Dorsetshire. Am 2. September 1939 fand als eine der ersten Operationen im Zweiten Weltkrieg das Abhören des Funkverkehrs an der japanischen Südküste statt. Schon einen Tag darauf begann eine Handelsschutz- und Überwachungsoperation im Seegebiet zwischen Japan und China. Am 16. September brachte der Kreuzer Passagiere von der HMS Kent nach Hongkong an Land und nahm anschließend am 22. September seine Patrouille weiter nördlich wieder auf.
Die Dorsetshire wurde am 18. Oktober in den Indischen Ozean verlegt, um die dortigen Handelsrouten zu schützen. Der Kreuzer bildete nach seiner Ankunft am 25. Oktober in Colombo (Ceylon) mit den Kreuzern Cornwall und Gloucester einen Kampfverband.
Bereits drei Tage später wurde die Dorsetshire der Hunting Force I zugeordnet. Dieser aus dem Flugzeugträger Eagle, dem Kreuzer Cornwall und den Zerstörern Waterhen und Vendetta der Royal Australian Navy bestehende Verband war eigens zur Verfolgung des deutschen Panzerschiffes Admiral Graf Spee geschaffen worden. Das Panzerschiff führte im Südatlantik und im Indischen Ozean Handelskrieg.
Die beschädigte Admiral Graf Spee musste nach einem Gefecht mit den britischen Kreuzern Exeter, Ajax und Achilles zur Reparatur in Montevideo (Uruguay) Zuflucht suchen. Daraufhin wurde die Dorsetshire zur Mündung des Río de la Plata entsandt. Vor ihrem Eintreffen hatte der Kommandant der Admiral Graf Spee, Kapitän zur See Hans Langsdorff, sein Schiff jedoch bereits durch die eigene Besatzung versenken lassen.
Im Dezember 1939 nahmen sowohl die Dorsetshire als auch die Cornwall in Südafrika Freiwillige an Bord, die überwiegend aus der dortigen Royal Naval Volunteer Reserve Division stammten.

### Operationen im Atlantik und Indischen Ozean 1940
Nachdem die Dorsetshire weiter im Südatlantik gekreuzt hatte, stellte sie am 12. Februar 1940 das von Rio de Janeiro kommende deutsche Versorgungsschiff Wakama vor Cabo Frio, das sich daraufhin selbst versenkte.
Am 2. März 1940 verließ das Schiff die Falklandinseln mit Verwundeten des Kreuzers Exeter an Bord, die über Tristan da Cunha nach Südafrika gebracht werden sollten. Neun Tage später, am 11. März 1940, erreichte die Dorsetshire Kapstadt. Sie wurde vorübergehend in Simon’s Town zur Überholung ins Selborne-Trockendock gebracht, bevor sie erneut Großbritannien ansteuerte.
Von Freetown aus legte die Dorsetshire ab, um das vichy-französische Schlachtschiff Richelieu bei dessen Flucht am 25. Juni 1940 von Dakar nach Casablanca zu verfolgen. Man fürchtete, dass das Schiff der deutschen Kriegsmarine in die Hände fallen könnte. Die Dorsetshire war eine von mehreren britischen Einheiten, welche die Royal Navy zum Aufspüren des Schlachtschiffes entsandte. Es gelang der Besatzung der Dorsetshire, die Richelieu noch am selben Tag zu sichten, worauf der Kreuzer das Schlachtschiff beschattete. Am 26. Juni 1940 wurde die Richelieu vom vichy-französischen Oberkommando nach Dakar zurückbeordert. Die Dorsetshire blieb daraufhin mehrere Wochen vor Dakar auf Beobachtungsposition, da ihr das Einlaufen in den Hafen von französischen Behörden verweigert wurde.
Am 4. September legte der Kreuzer wieder im südafrikanischen Hafen Durban an, wo er bis zu seiner Abfahrt nach Simon’s Town am 20. September blieb. Nach einem eintägigen Zwischenstopp in Simon’s Town kreuzte er bis November 1940 vor der Küste von Sierra Leone, um den dortigen Seeweg zu überwachen.
Im November 1940 wurde die Dorsetshire in den Indischen Ozean verlegt, um die Hafen- und Salzverladeanlagen von Dante im Norden von Italienisch-Somaliland zu beschießen. Auf den Hafen wurden etwa 200 Artilleriegeschosse abgefeuert. Danach verlegte man die Dorsetshire erneut nach Kapstadt, bis sie zum Anfang des neuen Jahres den Befehl bekam, nach dem deutschen Panzerschiff Admiral Scheer zu suchen, das im Südatlantik Handelskrieg führte. Im Zuge dieser Operation brachte der Kreuzer am 19. Januar 1941 den französischen Frachter Mendoza auf und eskortierte ihn nach Takoradi (Goldküste).

### Suche und Untergang derBismarck

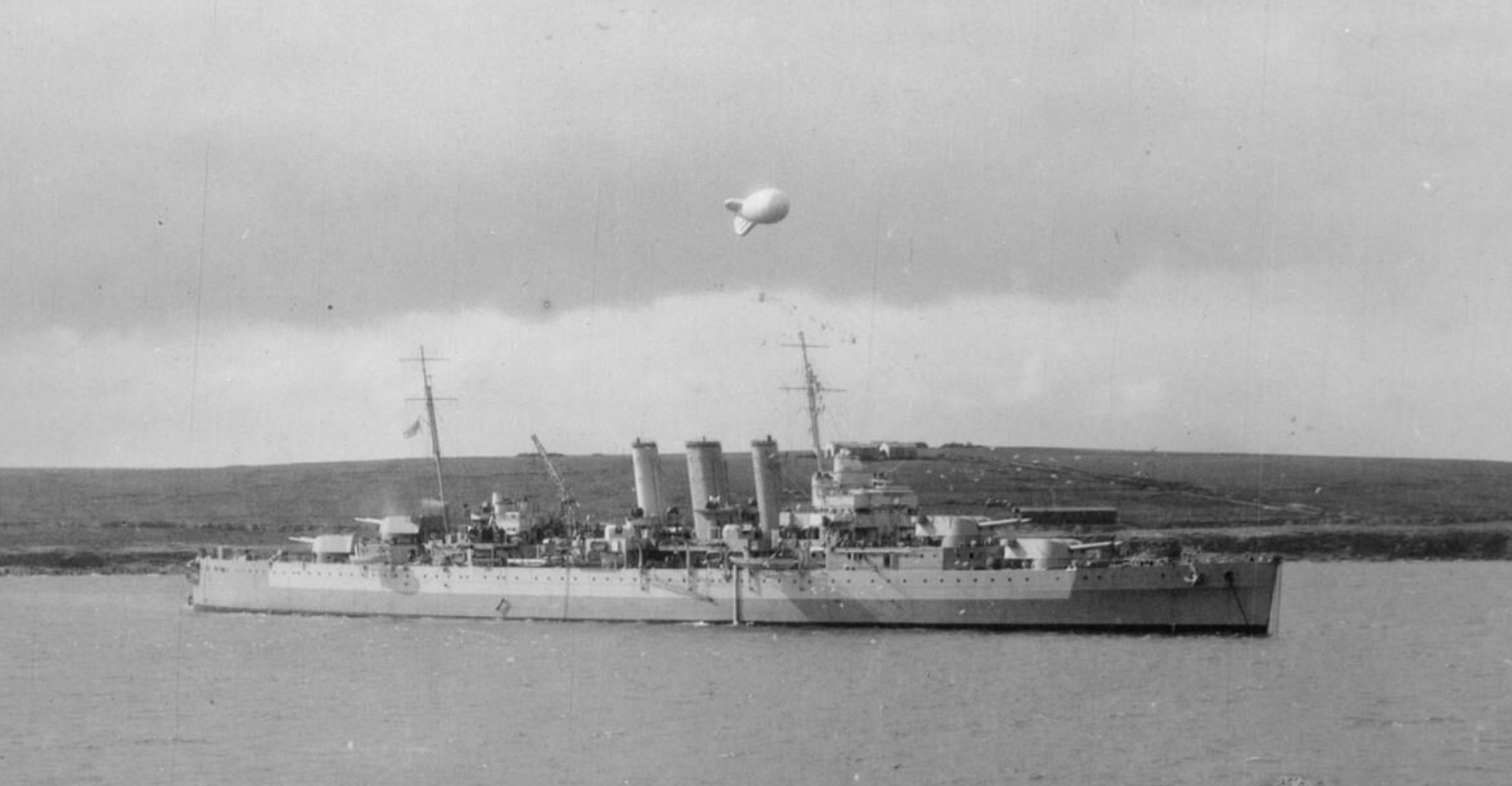
Dorsetshire mit silhouettenverkürzendem Tarnanstrich im Hafen von Scapa Flow, August 1941

Im Mai 1941 begleitete die Dorsetshire den alliierten Konvoi SL 74 im Nordatlantik als Geleitschutz. Noch während der Überfahrt wurde das Schiff vom Konvoi abgezogen und erhielt den Befehl, sich an der Suche nach dem kurz zuvor in den Atlantik ausgebrochenen deutschen Schlachtschiff Bismarck zu beteiligen. Dessen Versenkung hatte für die britische Royal Navy nach dem Verlust des Schlachtkreuzers Hood im Gefecht in der Dänemarkstraße am 24. Mai 1941 höchste Priorität. Zur Jagd auf die Bismarck wurde nun nahezu die gesamte Home Fleet mobilisiert. Die Gefährdung des Konvois durch die Abkommandierung der Dorsetshire wurde dabei in Kauf genommen.

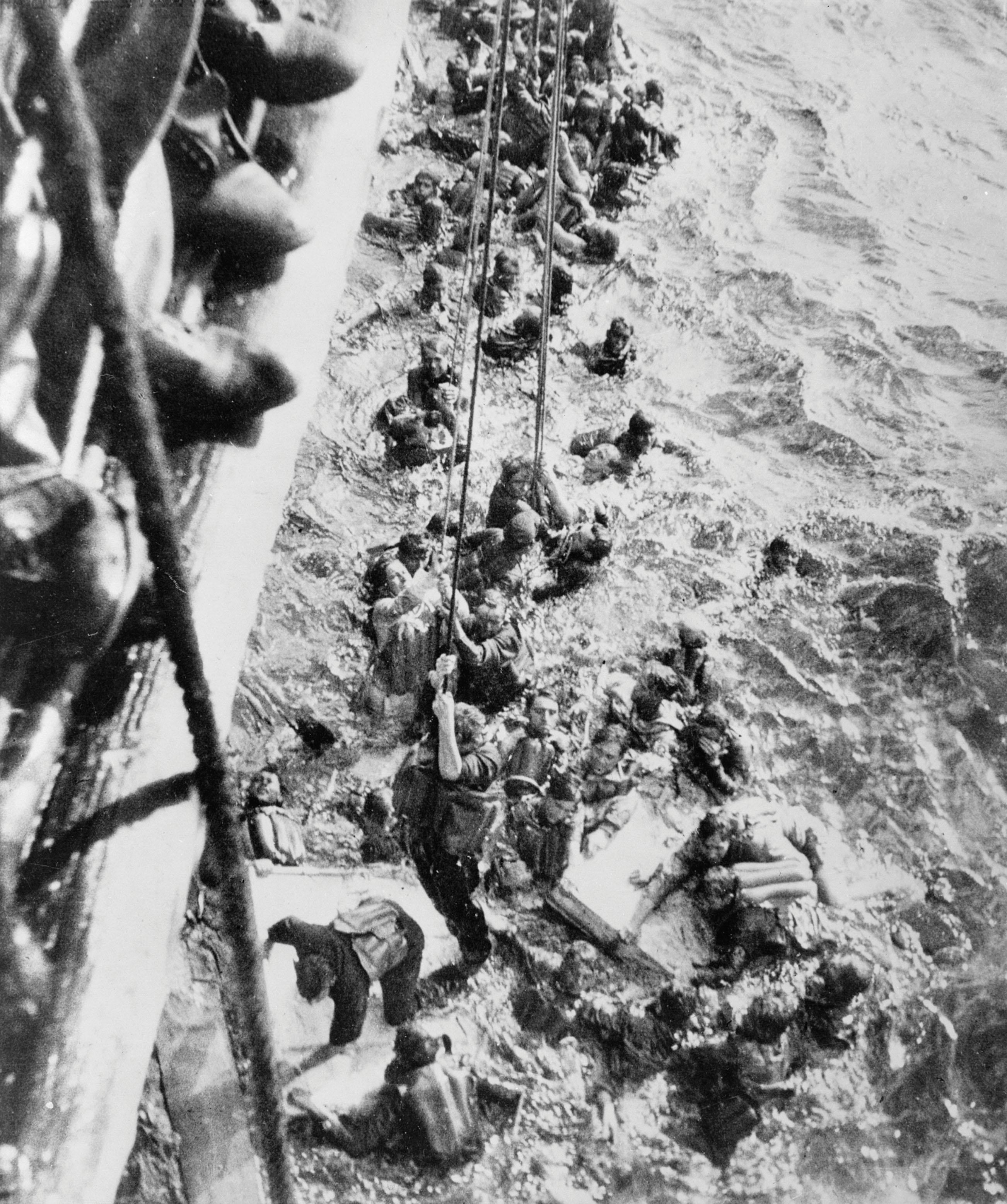
Rettung von Überlebenden der Bismarck, aufgenommen vom Deck der Dorsetshire

Der Kreuzer schloss sich einem britischen Flottenverband, bestehend aus den beiden Schlachtschiffen King George V und Rodney und dem Schweren Kreuzer Norfolk, unter Admiral John Tovey an. Am Morgen des 27. Mai 1941 sichtete die Kampfgruppe die mittlerweile durch einen Torpedotreffer in der Ruderanlage manövrierunfähige Bismarck. Nachdem die britischen Schlachtschiffe die Bismarck zum Wrack geschossen hatten, mussten sie wegen akuten Treibstoffmangels abgezogen werden. Der vor Ort verbleibenden Dorsetshire übertrug Admiral Tovey die abschließende Torpedierung des Schlachtschiffs. Zuerst feuerte der Kreuzer zwei Torpedos auf die Steuerbordseite der Bismarck, deren Detonation keine Wirkung zeigte. Nach einem Positionswechsel wurde jetzt ein Torpedo auf die Backbordseite des Schlachtschiffs abgeschossen. Die Bismarck begann daraufhin, nach Backbord zu krängen und zu kentern. Bis heute ist nicht endgültig erwiesen, ob der Torpedotreffer der Dorsetshire als entscheidender Treffer zur Versenkung beigetragen hat oder ob der Untergang durch Selbstversenkung hervorgerufen wurde.
Nachdem die Bismarck um etwa 10:35 Uhr schnell gesunken war, beteiligte sich die Dorsetshire an der Rettung der deutschen Überlebenden. Es gelang der Besatzung des Kreuzers lediglich, 85 Mann von insgesamt 115 Überlebenden zu retten, da sie wegen einer irrtümlichen Warnung vor deutschen U-Booten die Bergung abbrechen musste. Tatsächlich befand sich am Morgen des 27. Mai 1941 kein U-Boot in der Nähe des Untergangsortes. Insgesamt starben bei der Versenkung des Schlachtschiffes 2106 deutsche Seeleute.

### Weitere Operationen des Jahres 1941
Am 8. August 1941 übernahm Captain Augustus Willington Shelton Agar den Befehl über das Schiff. Agar war Träger des Victoria-Kreuzes, der höchsten Auszeichnung unter britischen und Commonwealth-Truppen.
Nach dem Auslaufen der Dorsetshire im September aus Freetown gab der Kreuzer dem Truppenkonvoi WS-10X aus Großbritannien Geleitschutz auf seinem Weg in den Nahen Osten. Im Anschluss kehrte er nach Südafrika zurück, wo er den Truppenkonvoi WS-12X aus Halifax erwartete. Am 9. Dezember 1941 erreichte der Konvoi Kapstadt und lief noch am selben Tag gemeinsam mit dem eskortierenden Kreuzer mit Ziel Singapur wieder aus.
Kurz vor Jahresende überraschte die Dorsetshire das deutsche U-Boot-Versorgungsschiff Python westlich von St. Helena bei der Versorgung der deutschen U-Boote U A und U 68. Diese tauchten sofort ab und schossen fünf Torpedos auf den Kreuzer, ohne jedoch einen Treffer zu erzielen. Die Python wurde von ihrer Besatzung aufgegeben und durch die Dorsetshire versenkt, wobei die gesamte Besatzung durch das deutsche U-Boot U 68 gerettet wurde. Die Dorsetshire hatte zuvor das Gebiet wegen U-Boot-Gefahr verlassen, ohne Besatzungsmitglieder des versenkten Schiffes aufzunehmen.

### Operationen im Indischen Ozean 1942 und Versenkung
Nachdem die Dorsetshire am 2. Januar für Geleitsicherungsaufgaben zwischen Durban und Bombay eingeteilt worden war, gehörte sie ab dem 13. Januar zur Eskorte eines militärischen Konvois. Nach ihrer Betankung am 21. Januar in Aden nahm sie am 22. Januar die Fahrt wieder auf und begleitete den Konvoi weiter nach Bombay. Er lief am 26. Januar dort ein.
Anfang Februar wurde das Schiff nach Singapur zum Konvoischutz verlegt, wurde aber am 7. Februar nach Colombo befohlen. Drei Tage später verließ es diesen Hafen und gab vom 14. bis 19. Februar einem Konvoi aus Singapur Geleitschutz. Der Kreuzer verblieb bis zum 21. Februar in Colombo, um dann erneut einen Konvoi nach Singapur zu eskortieren. Zwei Tage später wurde er nach seiner Ablösung durch den Kreuzer Glasgow nach Trincomalee kommandiert, wo er am 24. Februar einlief und am 27. Februar Teil eines Geleitzuges nach Rangun wurde.

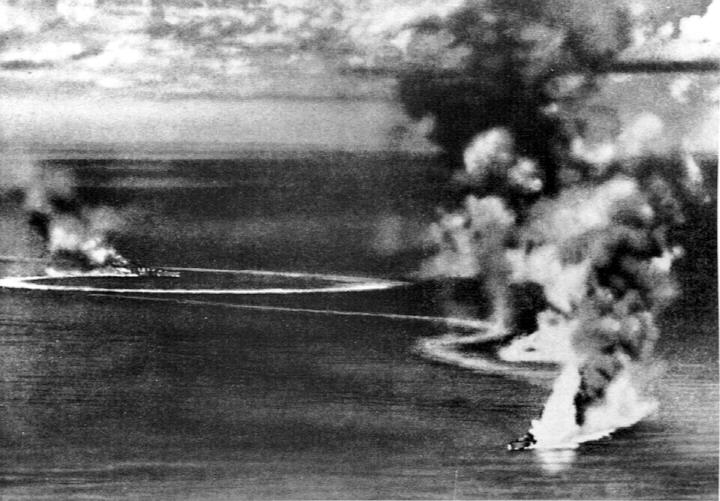
Die Dorsetshire und ihr Schwesterschiff Cornwall bei dem Angriff japanischer Trägerflugzeuge am 5. April 1942, kurz vor ihrer Versenkung

Im März 1942 war die Dorsetshire Teil der in Ceylon stationierten Ostflotte. Während der Überholung des Schiffes wurde Ceylon ab Anfang April von Flugzeugen einer Kampfgruppe japanischer Flugzeugträger unter Vizeadmiral Nagumo bombardiert. Ziele waren unter anderem Trincomalee und Colombo, aber auch die Vernichtung der britischen Ostasienflotte.
Während die Dorsetshire gemeinsam mit ihrem Schwesterschiff Cornwall versuchte, die restlichen Einheiten der Eastern Fleet vor den Malediven zu erreichen, wurde sie am 5. April 1942 gegen Mittag von einem Aufklärungsflugzeug des japanischen Kreuzers Tone gesichtet. Nach einer Funkwarnung vor Annäherung japanischer Seestreitkräfte um 6:48 Uhr lief der Kreuzer bereits mit Höchstfahrt.
53 Sturzkampfflugzeuge vom Typ Aichi D3A der japanischen Flugzeugträger Hiryū, Akagi und Sōryū griffen die beiden britischen Schiffe unter dem Kommando von Kapitänleutnant Egusa an. Der Angriff mit 250-kg-Bomben begann um 13:30 Uhr. Innerhalb von acht Minuten wurde die Dorsetshire zehnmal schwer getroffen und sank an den Koordinaten 2° N, 78° O. Die Cornwall sank nach dreizehn Minuten und acht Bombentreffern ebenfalls. Von den insgesamt 1546 Mann Besatzung der beiden Schiffe konnten später durch den britischen Kreuzer Enterprise und die Zerstörer Paladin und Panther 1122 Menschen gerettet und auf die Malediven gebracht werden. Unter den Geretteten befand sich auch der letzte Kommandant der Dorsetshire, Captain Agar.
Insgesamt war die Operation nur ein japanischer Teilerfolg, da nicht die gesamte britische Eastern Fleet zerstört werden konnte. Versenkt wurden der Flugzeugträger Hermes, die Dorsetshire und die Cornwall, die Zerstörer Tenedos und Vampire sowie einige Hilfskriegsschiffe und Handelsschiffe, deren Tonnage insgesamt 112.312 BRT ausmachte. 

## Technik
Das Schiff hatte eine Gesamtlänge von 193 m und eine Länge zwischen den Loten von 182 m. Die Breite betrug 20, 12 m und der Tiefgang 6,37 m. Die Verdrängung lag zwischen 9.975 tn.l. und 13.425 tn.l.

### Antrieb
Die Dorsetshire war mit vier Parsonsturbinen ausgestattet, die jeweils eine Welle antrieben und insgesamt 80.000 Shp entwickelten, mit der sie eine Höchstgeschwindigkeit von 32 Knoten erreichte. Der Dampf wurde von acht Admiralty-Kesseln geliefert. Das Schiff konnte maximal 3.210 tn.l. Heizöl mitführen, was ihm bei 12 Knoten eine Reichweite von 12.000 Seemeilen ermöglichte. Die Besatzung des Schiffes bestand aus 710 Offizieren und Mannschaft.

### Bewaffnung
Die Hauptbewaffnung bestand aus acht 203-mm-Kanonen in vier Geschütztürmen vor und hinter den Aufbauten. Die 10 m langen Geschütze hatten einen Seitenrichtbereich von −150 bis +150 Grad. Die Kanonen selbst wogen 17,4 t und hatten bei einer Elevation von 41,5° und einer Mündungsgeschwindigkeit von 830 m/s eine Reichweite von 26.520 m. Sie verschossen 116 kg schwere Granaten mit einer Kadenz von etwa drei bis sechs Schuss pro Minute.

### Sekundärbewaffnung
Die schwere Flugabwehr, die auch als Mittelartillerie diente, bildeten zunächst vier 102-mm-Schnellfeuergeschütze in Einzellafetten. 1937 wurden sie durch vier Doppellafetten ersetzt.

### Flak
Die leichte Flugabwehr bestand ursprünglich aus vier 40-mm-Geschützen in Einzellafetten. 1933 kamen zwei Vierlingslafetten mit 12,7-mm-Fla-MG hinzu. 1937 wurden die 40-mm-Einzellafetten durch zwei 40-mm-Achtfachlafetten ersetzt. 1939 wurden zusätzlich neun 20-mm-Kanonen installiert.

### Panzerung
Die Wasserlinie im Bereich der Antriebsanlage war mit 25 mm, die Magazine mit 25 bis 102 mm gepanzert. Geschütztürme sowie Barbetten verfügten jeweils über eine Panzerdicke von 25 mm.

## Rezeption
Die Dorsetshire ist auf einer Silbermünze im Wert von 25 Pfund abgebildet, die zur von der Royal Mint ausgegebenen Serie Legendary Fighting Ships gehört.

## Musik
Die deutsche Band Dorsetshire benannte sich 1992 nach dem Schiff und nahm im Album „Das Letzte Gefecht“ Bezug auf den Einsatz gegen die Bismarck.